# Ayya Vaikundar
 (mai 2020).
Si vous disposez d'ouvrages ou d'articles de référence ou si vous connaissez des sites web de qualité traitant du thème abordé ici, merci de compléter l'article en donnant les références utiles à sa vérifiabilité et en les liant à la section « Notes et références ».
Seigneur Ayya Vaikundar  (Tamoul : அய்யா வைகுண்டர்) né en 1833, mort en 1851, connu par ses disciples comme étant le dixième avatar ou l'incarnation de Vishnou, également appelé Sriman Narayana Vaikundaswamy ou Narayana Pandaram, est un réformateur social et iconoclaste du XIXe siècle qui travaille pour l'amélioration des personnes opprimées dans le Royaume de Travancore. Il est au centre de la dénomination hindoue d'Ayyavazhi, selon les Saintes Écritures.

## Premiers avatars
Selon Akilattirattu Ammanai, chaque fois que le yuga vieillit et qu'une injustice majeure se produit, Dieu apparaît comme une incarnation pour établir le dharma en détruisant l'adharma.